# Dam-chips
Dam-chips was een landelijk verkrijgbaar Nederlands merk aardappelchips. De chips werden gefabriceerd in Hoofddorp waar het bedrijf werd opgericht door de gebroeders Dam en begon als groenteschoonmaakbedrijf in 1959. Voor die tijd was het grossiers-, verpakkings- en groenteschoonmaakbedrijf sinds 1952 gevestigd in de Amsterdamse Centrale markthallen. Maar het fundament werd gelegd door vader Dam in Velsen die daar begon als grossier in groente. Sinds 1961 werden ook aardappels, die werden gekocht bij de plaatselijke boeren, verwerkt tot voorgebakken patat en chips en werd het groenteschoonmaakbedrijf afgestoten. Het bedrijf, waarvan de meeste aandelen later in handen waren van Van Dijk Groenten im- en exportbedrijf in Delft, had 270 werknemers in dienst en groeide uit tot een van de grootste chipsfabrieken in Nederland.
De chips, in verschillende smaken, waren dikker dan andere chips en hadden een eigen specifieke smaak. De chips werden verkocht in een gele zak met een rode ruit en de slogan in de jaren vijftig, zestig en begin zeventig was dan ook "Dam-chips, het zakje met de rode ruit". Het Cocktail Trio maakte met die slogan een reclamespotje voor de radio. Ook werden er sleutelhangers met deze slogan in omloop gebracht.
Op 20 augustus 1975 werd het bedrijf failliet verklaard en de fabriek en de productie werden stilgelegd. Voor het personeel (waaronder 160 buitenlandse werknemers) werd ontslag aangevraagd. De hoofdoorzaken van het faillissement waren volgens de directie de grote prijsstijgingen van de aardappelen en de hoge kosten van de bouw van de nieuwe fabriek in Hoofddorp die ten tijde van het faillissement maar ten dele gereed en in gebruik was.
De sluiting werd echter door het personeel niet geaccepteerd en op 4 november 1975 werd de fabriek door honderd personeelsleden bezet en behangen met spandoeken met de tekst "W W nee!! werken ja!!! zonder medeweten van de voedingsbond NKV. Een gesprek met de minister Fons van der Stee dat de werknemers weer hoop gaf, mocht echter niet meer baten en de fabriek bleef gesloten en het personeel ontslagen.
Uiteindelijk werden de fabriek en een deel van het personeel overgenomen door Van Tuijll Foods, een aardappelverwerkingsbedrijf en patatbakker uit het oosten van het land, maar er werden geen chips meer geproduceerd. Daarna werd de fabriek overgenomen door McCain Foods Limited, maar in 2009 werd het besluit genomen om de fabriek in Hoofddorp te sluiten.